# Land of a Thousand Dances

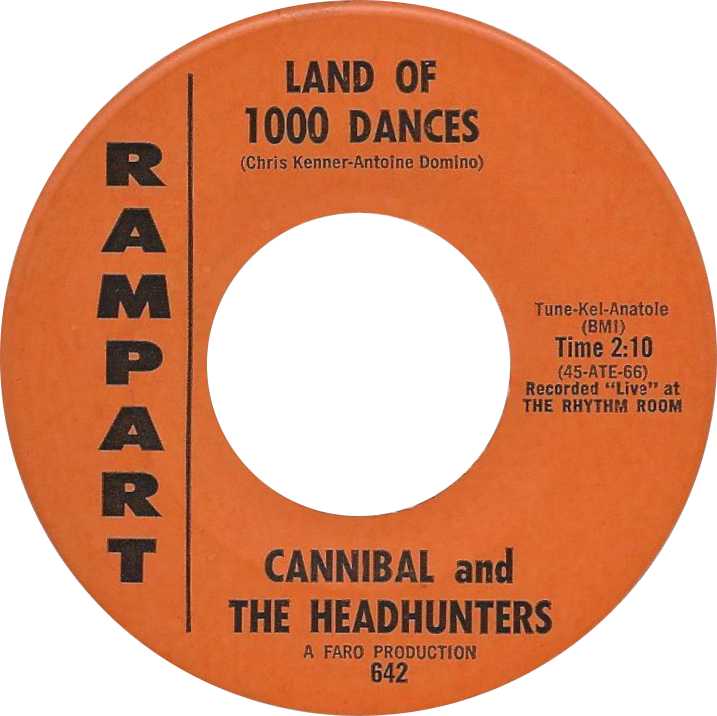

Land of a Thousand Dances (o Land of 1000 Dances) è un brano musicale scritto e registrato dal cantautore statunitense Chris Kenner, inciso per la prima volta nel 1962. La canzone è stata registrata anche dalle celebrità degli anni '80 della World Wrestling Federation per l'album The Wrestling Album uscito nel 1985.
La canzone è stata interpretata anche nel 1965 dal gruppo musicale statunitense Cannibal & the Headhunters. Altre cover del brano sono quelle incise da Danny & the Memories, The Action, Ted Nugent, J. Geils Band, Ike & Tina Turner (live), Wilson Pickett (singolo nel 1966), Michela Andreozzi, vocalist per Eleonora Cecere, nella compilation Non è la Rai gran finale del 1995, Robbie Williams (traccia inserita nella soundtrack del film biografico Better Man del 2024).

## Tracce
- Versione di Chris Kenner (Vinile)

1. Land of a Thousand Dances
2. That's My Girl

- Versione di Cannibal & the Headhunters (Vinile)

1. Land of 1000 Dances
2. I'll Show You How to Love Me

- Versione di Wilson Pickett (Vinile)

1. Land of 1000 Dances
2. You're So Fine